# Marc-Antoine Charpentier
Marc-Antoine Charpentier (Francés: [maʁk ɑ̃twan ʃaʁpɑ̃tje]; 1643 - 24 de febrero de 1704) fue un compositor francés del período Barroco. Autor prolífico (551 obras) y versátil, es conocido principalmente por su "Te Deum" H.146 (en tonalidad de Re Mayor), cuyo preludio, en forma de rondó, ha servido de cabecera o sintonía para los programas televisivos distribuidos a través de la red de Eurovisión y especialmente conocido por ser precisamente la apertura y cierre del Festival de Eurovisión y del Concierto de Año Nuevo de Viena.
Fue el conocimiento de la música de Giacomo Carissimi en Roma, donde se encontraba estudiando pintura, lo que inclinó la vocación de Charpentier hacia el arte de los sonidos. Discípulo de este maestro italiano, a su vuelta a París en 1672 Molière lo tomó como compositor de su compañía de teatro, lo que le granjeó la enemistad del influyente Jean-Baptiste Lully, que hasta entonces había sido el más directo colaborador del dramaturgo. Charpentier escribió para Molière (Jean-Baptiste Poquelin) la música de las obras como Le Mariage forcé H.494, Psyché (perdida), El enfermo imaginario H.495. En 1679 fue nombrado maestro de capilla del delfín, puesto que perdió a consecuencia de la oposición de Lully. Desde 1698 hasta su muerte fue maestro de capilla de la Sainte-Chapelle. Charpentier realizó en su obra la síntesis de las tradiciones italiana y francesa, sobre todo en el ámbito de la música vocal sacra, a la que pertenece su célebre Te Deum. Sobresalió también en la ópera, faceta en las que dejó títulos como Les arts florissants (1673), Actéon (1690) y Medée (1693).
Hugh Wiley Hitchcock ha realizado un catálogo temático de la obra de Marc-Antoine Charpentier (H. Wiley Hitchcock, Les œuvres de Marc-Antoine Charpentier, París, Picard, 1982). Las referencias en este catálogo están precedidas por la letra H.
| Año     | Catálogo                        | Obra (551H)                                                                             | Tipo de obra                      |
| ------- | ------------------------------- | --------------------------------------------------------------------------------------- | --------------------------------- |
| 1670    | H.507                           | Les Amours de Vénus et d'Adonis (Donneau de Visé)                                       | Música escénica (comedia)         |
| 1672    | H.494i                          | La Comtesse d'Escarbagnas (Molière)                                                     | Música escénica (comedia)         |
| 1672    | H.494ii                         | Le Mariage forcé (Molière)                                                              |                                   |
| 1672    | Perdida                         | Le Médecin malgré lui (Molière)                                                         | Música escénica (comedia)         |
| 1672    | Perdida                         | Le Fâcheux (Molière)                                                                    | Música escénica (comedia)         |
| 1673    | H.495 H.495 a H.495 b           | Le Malade imaginaire (Molière)                                                          | Música escénica (comedia-ballet)  |
| 1675    | Perdida                         | L'Inconnu (Donneau de Visé y Thomas Corneille)                                          | Música escénica (comedia)         |
| 1675    | H.496                           | Circé (Thomas Corneille y Donneau de Visé)                                              | Música escénica (tragedia lírica) |
| 1676    | Perdida                         | Le Triomphe des dames (Thomas Corneille y Donneau de Visé)                              | Música escénica (interludio)      |
| 1678    | (H.499) perdida                 | Les Amours d'Acis et de Galatée (La Fontaine)(incomplet)                                | Música escénica (ópera)           |
| 1679    | H.497                           | Le Sicilien (Molière)                                                                   | Música escénica (comedia-ballet)  |
| 1679    | H.499                           | L'Iconnu (Thomas Corneille & Donneau de Visé)                                           | Música escénica (inteludio)       |
| 1680    | H.480                           | Les plaisirs de Versailles                                                              | Música escénica (pastoral)        |
| 1680    | H.500                           | Les fous divertissants (Raymond Poisson)                                                | Música escénica (inteludio)       |
| 1681    | H.501                           | La Pierre philosophale (Thomas Corneille y Donneau de Visé)                             | Música escénica (interludio)      |
| 1681    | H.502                           | Les Amours de Diane & Endymion                                                          | Música escénica (inteludio)       |
| 1682    | H.504                           | Andromède (Pierre Corneille)                                                            | Música escénica (tragedia lírica) |
| 1683    | H.471                           | Orphée descendant aux enfers                                                            | Cantata                           |
| 1684    | H.481                           | Actéon                                                                                  | Música escénica (pastoral)        |
| 1685    | H.505                           | Le rendez vous des Tuileries (Baron)                                                    | Música escénica (inteludio)       |
| 1685    | H.507                           | Vénus et Adonis (Donneau de Visé)                                                       | Música escénica (inteludio)       |
| 1685    | H.506                           | Dialogue d'Angélique et de Médor (Dancourt)                                             | Música escénica (inteludio)       |
| 1685    | H.486                           | La Couronne de fleurs                                                                   | Música escénica (pastoral)        |
| 1685    | H.485                           | La Fête de Ruel                                                                         | Música escénica (pastoral)        |
| 1685    | H.484                           | Il faut rire et chanter: dispute de bergers                                             | Música escénica (pastoral)        |
| 1685-86 | H.487                           | Les Arts florissants                                                                    | Música escénica (ópera)           |
| 1683    | H.471                           | Orphée descendant aux enfers                                                            | Cantata                           |
| 1686-87 | H.488                           | La Descente d'Orphée aux enfers                                                         | Música escénica (ópera)           |
| 1686-87 | H.489                           | Idylle sur le retour de la santé du Roi                                                 | Música escénica (comedia)         |
| (s.d)   | Perdida                         | Philomèle                                                                               | Música escénica (ópera)           |
| 1687    | Perdida                         | Celse Martyr                                                                            | Música escénica (ópera)           |
| 1688    | H.490                           | David et Jonathas                                                                       | Música escénica (ópera)           |
| (s.d)   | perdida                         | Le Jugement de Pan                                                                      | Música escénica (ópera)           |
| 1693-94 | H.491                           | Médée (Thomas Corneille)                                                                | Música escénica (ópera)           |
| 1694    | perdida                         | Philomèle                                                                               | Música escénica (ópera)           |
| (s.d.)  | perdida                         | Le Retour du printemps                                                                  | Música escénica (pastoral)        |
| 1675 ?  | H.479                           | Petite pastorale                                                                        | Música escénica (pastoral)        |
| (s.d.)  | H.492                           | Amor vince ogni cosa                                                                    | Música escénica (pastoral)        |
| (s.d)   | H.493                           | Pastoraleta italiana IIa                                                                | Música escénica (pastoral)        |
| (s.d.)  | H.531                           | Noëls pour les instruments                                                              | Música instrumental               |
| (s.d.)  | H.534                           | Noëls sur les instruments                                                               | Música instrumental               |
| (s.d.)  | H.535 hasta H.540               | Préludes et Ouvertures                                                                  | Música instrumental               |
| (s.d.)  | H.548                           | Sonate                                                                                  | Música instrumental               |
| (s.d.)  | H.545                           | Concert pour quatre parties de violes                                                   | Música instrumental               |
| (s.d.)  | H.513                           | Messe pour plusieurs instruments au lieu des orgues                                     | Música instrumental               |
| (s.d.)  | H.145 hasta H.148               | 4 Te Deum                                                                               | Música religiosa                  |
| (s.d.)  | H.157 H.173 H.219 H.193 H.193 a | 4 Miserere                                                                              | Música religiosa                  |
| (s.d.)  | H.54 hasta H.71                 | 19 Hymnes                                                                               | Música religiosa                  |
| (s.d.)  | H.72 hasta H.81                 | 10 Magníficat                                                                           | Música religiosa                  |
| (s.d.)  | H.12 hasta H.15                 | 4 Séquences                                                                             | Música religiosa                  |
| (s.d.)  | H.1 hasta H.11 y H.513          | 12 Messes                                                                               | Música religiosa                  |
| (s.d.)  | H.391 hasta H.425               | 34 Oratorios                                                                            | Música religiosa                  |
| (s.d.)  | H.149 hasta H.232               | 83 Psaumes                                                                              | Música religiosa                  |
| (s.d)   | H.82 hasta H.90                 | 8 Litanies de la Vierge                                                                 | Música religiosa                  |
| (s.d.)  | H.91 hasta H.144                | 54 Leçons de Ténèbres, Répons                                                           | Música religiosa                  |
| (s.d.)  | H.346                           | Pour le Saint Sacrement au reposoir                                                     | Música religiosa                  |
| (s.d.)  | H.372                           | Pour la seconde fois que le Saint Sacrement vient au même reposoir                      | Música religiosa                  |
| (s.d.)  | H.434                           | Motet pour une longue offrande (anciennement Motet pour l'offertoire de la Messe rouge) | Música religiosa                  |
| (s.d)   | H.474                           | Epitaphium Carpentarij                                                                  | Cantata                           |